# Kreuzgangstraße 10

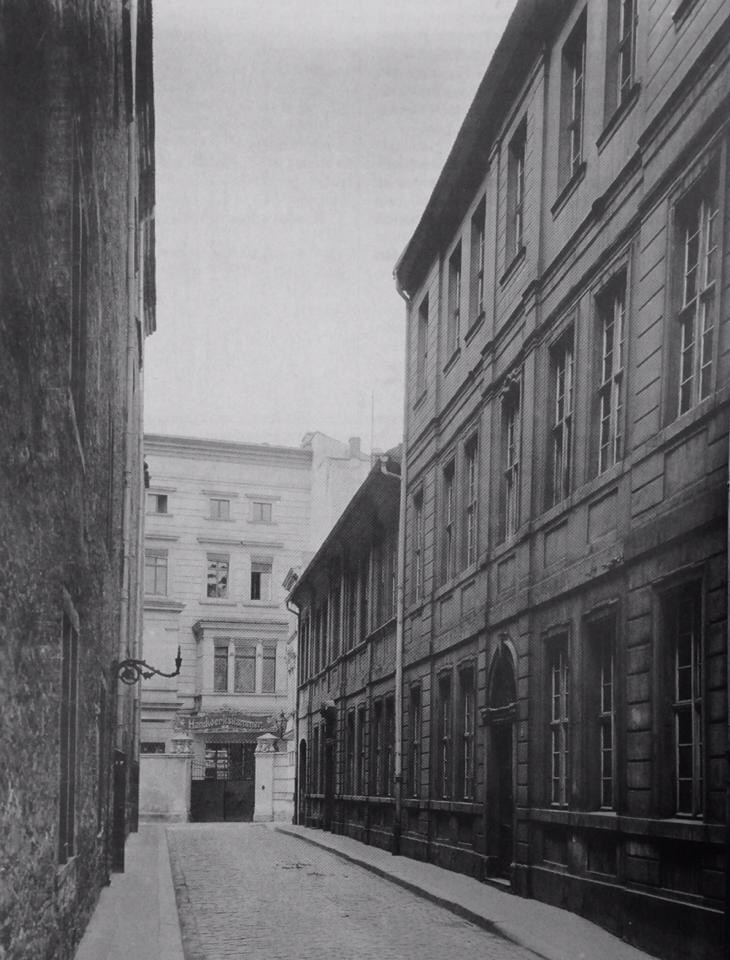
Blick durch die Kreuzgangstraße im Jahr 1910 in Richtung Westen, rechts das Haus Kreuzgangstraße 10

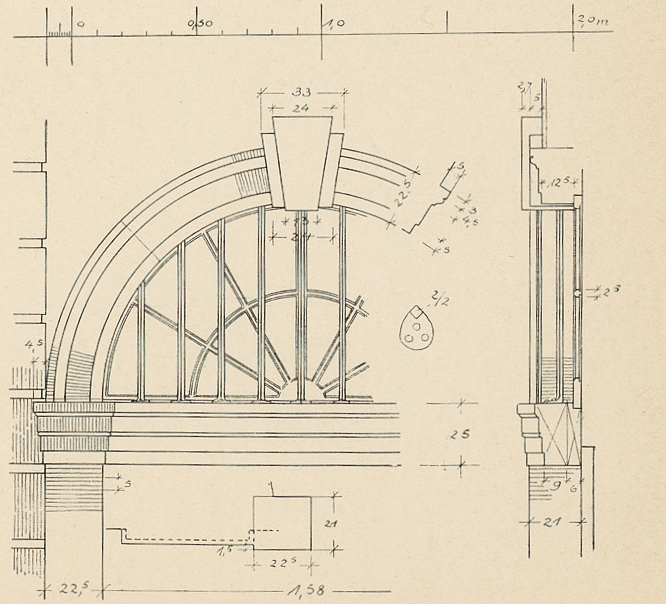
Zeichnung aus dem Jahr 1915 des Eingangsportals

Das Haus Kreuzgangstraße 10 war ein Gebäude in Magdeburg im heutigen Sachsen-Anhalt. Es wurde im Zweiten Weltkrieg zerstört und gilt als verlorengegangenes Baudenkmal.

## Lage
Es befand sich in der Magdeburger Altstadt auf der Nordseite der Kreuzgangstraße. Unmittelbar westlich grenzte das Haus Kreuzgangstraße 11 an. Auf der gegenüberliegenden Straßenseite befand sich die Nordfront der Sankt-Nikolai-Kirche. Durch den sich nicht an die historische Stadtstruktur haltenden Wiederaufbau der Stadt nach den Zerstörungen des Zweiten Weltkrieges, verläuft die heutige Kreuzgangstraße nicht mehr in West-Ost, sondern in Nord-Süd-Richtung. Der ehemalige Standort befindet sich heute im Bereich des Hundertwasserhauses Grüne Zitadelle.

## Architektur und Geschichte
Bis 1722 unterstand das Grundstück der Gerichtsbarkeit der Möllenvogtei, danach der des Nikolaistiftes. Das in älteren Aufzeichnungen unter der Nummer Kreuzgangstraße 8 geführte Gebäude, entstand im 1724/1725 an der Stelle des ehemaligen Kreuzgangs des Nikolaistiftes. Das Kapitel des Stifts errichtete das Haus und die Nummer 11 selbst, um zu verhindern, dass das Grundstück an Dritte fällt. Es grenzte direkt an das Allnersche Haus an. Beide Gebäude hatten nur einen Schwibbogen. Im Erdgeschoss des Hauses wurde die Dienstwohnung des Stiftskämmerers eingerichtet, der darüber hinaus auch die Seitengebäude nutzte. Das obere Geschoss wurde zunächst vermietet und später für Versammlungen des Kapitels genutzt. Ab dieser Zeit wurde das Gebäude als Kapitelshaus benannt. Der Dachboden wurde als Kornlager des Stifts genutzt. Im Jahr 1811 wurden im Haus französische Offiziere einquartiert.
Im 19. Jahrhundert wurde das Haus gemeinsam mit der Nummer 11 als Hebammenschule und Kreißsaal, dem Vorgänger der Landesfrauenklinik Magdeburg, genutzt.
Der zunächst zweigeschossige Bau wurde vom Architekten Preusser errichtet. Die Fassade des verputzten Baus war siebenachsig ausgeführt und durch Lisenen gegliedert.